# Орина (озеро)
Орина, или Аринас (лит. Arinas) — озеро в восточной Литве, расположено на территории Молетского района. Принадлежит бассейну Жеймены.
Расположено в юго-восточной части района, у границы с Швенчёнским. Находится в 23 км к юго-востоку от города Молетай. Лежит на высоте 139,6 метров над уровнем моря.
Вытянуто с севера на юг, северная часть узкая. Длина озера составляет 5,7 км, ширина до 1,55 км. Площадь водной поверхности — 3,77 км². Максимальная глубина составляет 18,3 м (восточная часть озера), средняя глубина — 6,8 м.

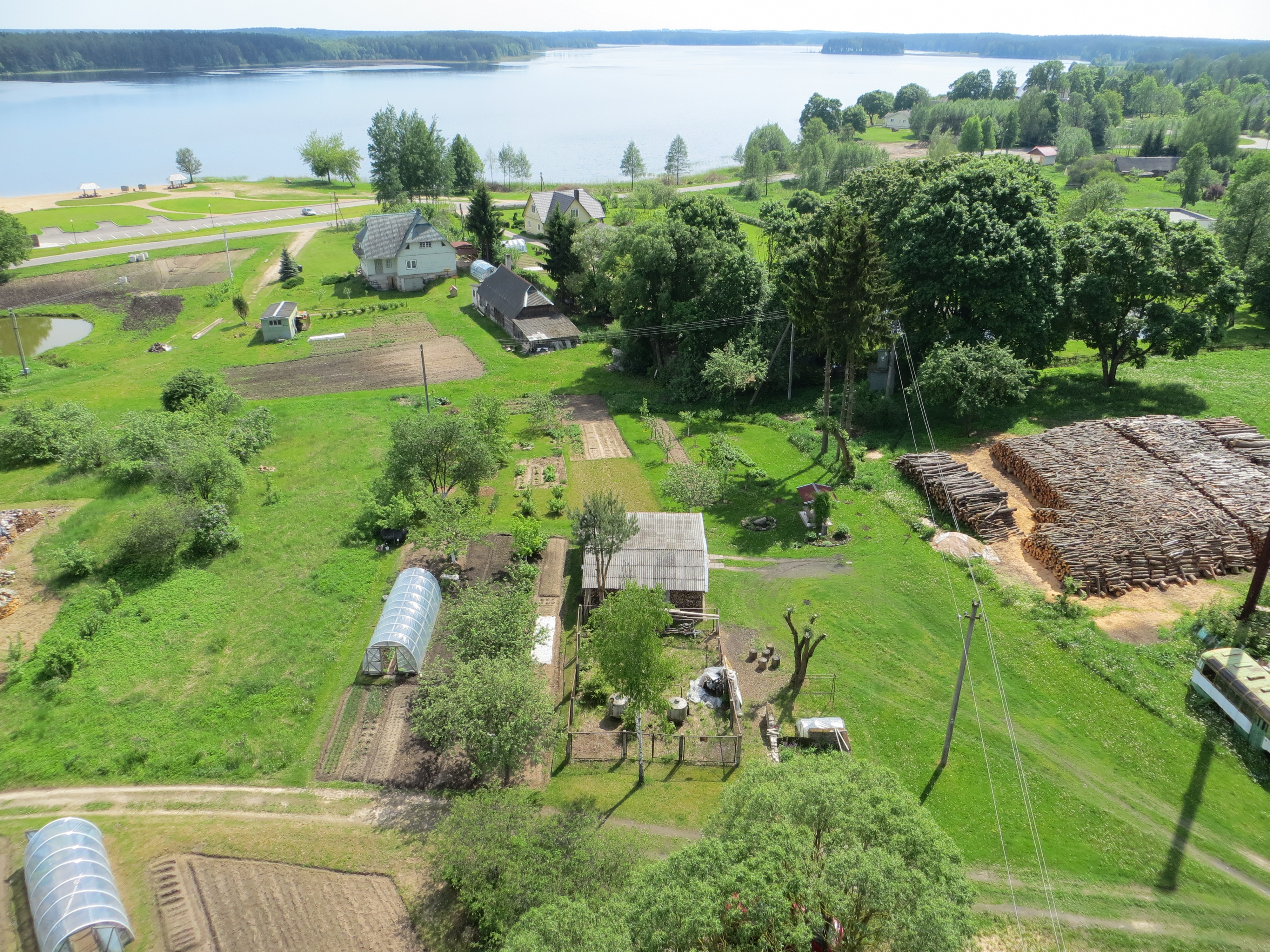
Озеро у города Ионишкис.

На озере есть 2 лесистых острова (1,54 га и 1,34 га). Берега сухие, высокие, в южной части поросшие хвойным лесом, местами заболоченные, в других местах окружены возделываемыми полями и лугами. Протяжённость береговой линии — 17,8 км.
В озеро впадает несколько ручьёв. Сток осуществляется в реку Спинглу (приток Дубинги). Площадь водосбора озера — 71 км².
В озере встречаются 13 видов рыб: щука, плотва, лещ, речной окунь, линь, краснопёрка, сазан, густера, голавль, налим, золотой карась, речной угорь и европейская ряпушка.
На берегу озера расположен город Ионишкис. 